# Louis De l’Isle de la Croyère

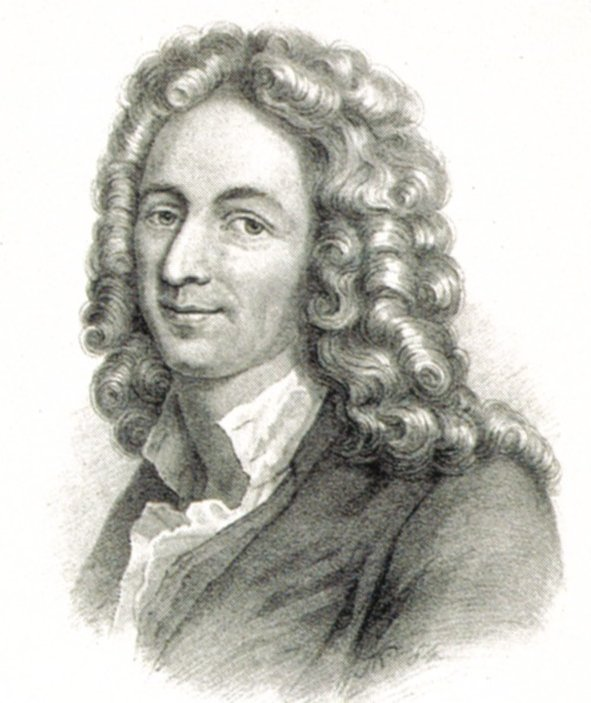
Louis De l’Isle de la Croyère

Louis De l’Isle de la Croyère, eigentlich Louis De l’Isle, (* 1690; † 10. Oktoberjul. / 21. Oktober 1741greg. an der Awatscha-Bucht, Kamtschatka) war ein französischer Astronom und Landvermesser.

## Leben
De l’Isle, der den Nachnamen seiner Mutter annahm, war der Sohn des Historikers und Geographen Claude Delisle (1644–1720), und der Bruder des Astronomen und Kartografen Joseph-Nicolas Delisle (1688–1768). Der Kartograf Guillaume Delisle (1675–1726) war sein Halbbruder.
Als junger Mann hatte er in Paris Theologie studiert. Doch sein Vater sah sich gezwungen, ihn nach Kanada zu schicken, da er gutes Essen und gesellige Trinkgelage mehr schätzte, als sich mit den wissenschaftlichen Studien zu befassen. In Kanada nahm er den Namen seiner Mutter, La Croyere, an und führte dort siebzehn Jahre lang das Leben eines Soldaten. Nach dem Tod des Vaters riefen ihn seine Brüder zurück. Seit 1725 gehörte er der Académie des sciences in Paris an. Sein jüngerer Bruder Joseph-Nicolas brachte ihm in Sankt Petersburg die Grundlagen der Astronomie bei und sorgte dafür, dass er an einer Vermessungsexpedition in Lappland teilnehmen konnte. Am 1. Januar 1727 wurde er in die Russische Akademie der Wissenschaften in Sankt Petersburg aufgenommen und bekam schließlich eine Stelle als Chefastronom bei der Zweiten Kamtschatkaexpedition des Entdeckers Vitus Bering. Am 8. August 1733 begab er sich auf Befehl der Kaiserin Anna Iwanowna mit dem deutschen Entdecker Johann Georg Gmelin und dem deutschen Historiker und Geographen Gerhard Friedrich Müller auf eine Forschungsreise nach Sibirien, die sie 1734 bis nach Irkutsk und das Irtysch-Gebiet führte. Es zeigte sich bald, dass de la Croyère seine Position als Astronom nur sehr unzureichend ausfüllte. Seine akademischen Kollegen Müller und Gmelin straften ihn aufgrund seiner Unzuverlässigkeit mit Verachtung. De la Croyère bereiste Archangelsk und Sibirien bis nach Kamtschatka, um die Lage mehrerer wichtiger Standorte astronomisch zu bestimmen. Seine eigenen astronomischen Messungen in Kamtschatka waren wertlos und er ließ sie durch seine russischen Assistenten ausführen. Er war unter anderem mit an der beteiligt. 1741 reiste er mit dem russischen Entdecker Alexei Iljitsch Tschirikow auf dem Schiff St. Paul von Kamtschatka nach Alaska. Auf der Rückreise starb er an der Awatscha-Bucht an Skorbut. Er wurde in der Nähe von Awatscha beerdigt.
Im Jahr 1787 besuchte Jean-François de La Pérouse den Ort, an dem sich das Grabmal des Kapitäns Charles Clerke und das Grab von de la Croyère befanden und ließ eine neue Gedenktafel dort anbringen. Als im Jahr 1805 Adam Johann von Krusenstern ebenfalls dorthin kam und dieses Grabmal halb verfallen vorfand, ließ er ein neues errichtet. Dabei wurde beim Umgraben des Platzes nur wenige Meter entfernt der Sarg von de l’Isle de la Croyère entdeckt, nach dem zuvor lange vergebens gesucht worden war. Dieser wurde ebenfalls in der neuen Grabanlage beigesetzt und erhielt an dem Obelisken eine eigene Tafel mit der Inschrift: Hier ruht die Asche des zur Expedition des Commodore Bering im Jahre 1741 gehörenden Astronomen De l’Isle de la Croyere. Das Grabmal wurde am 15. September 1805 fertiggestellt.

## Ehrungen (Auswahl)
- Nach ihm wurden fünf, zuvor „Foggy Islands“ genannte, kleine Inseln in Nordwestamerika benannt als Iles de la Croyère.[5]
- Krusenstern benannte das Kap De l’Isle la Croyere, dessen Position er mit 51° 00’ 30” Breite und 216° 17’ 00” Grad Länge angab, nach ihm.[6]